# 肯·亚当

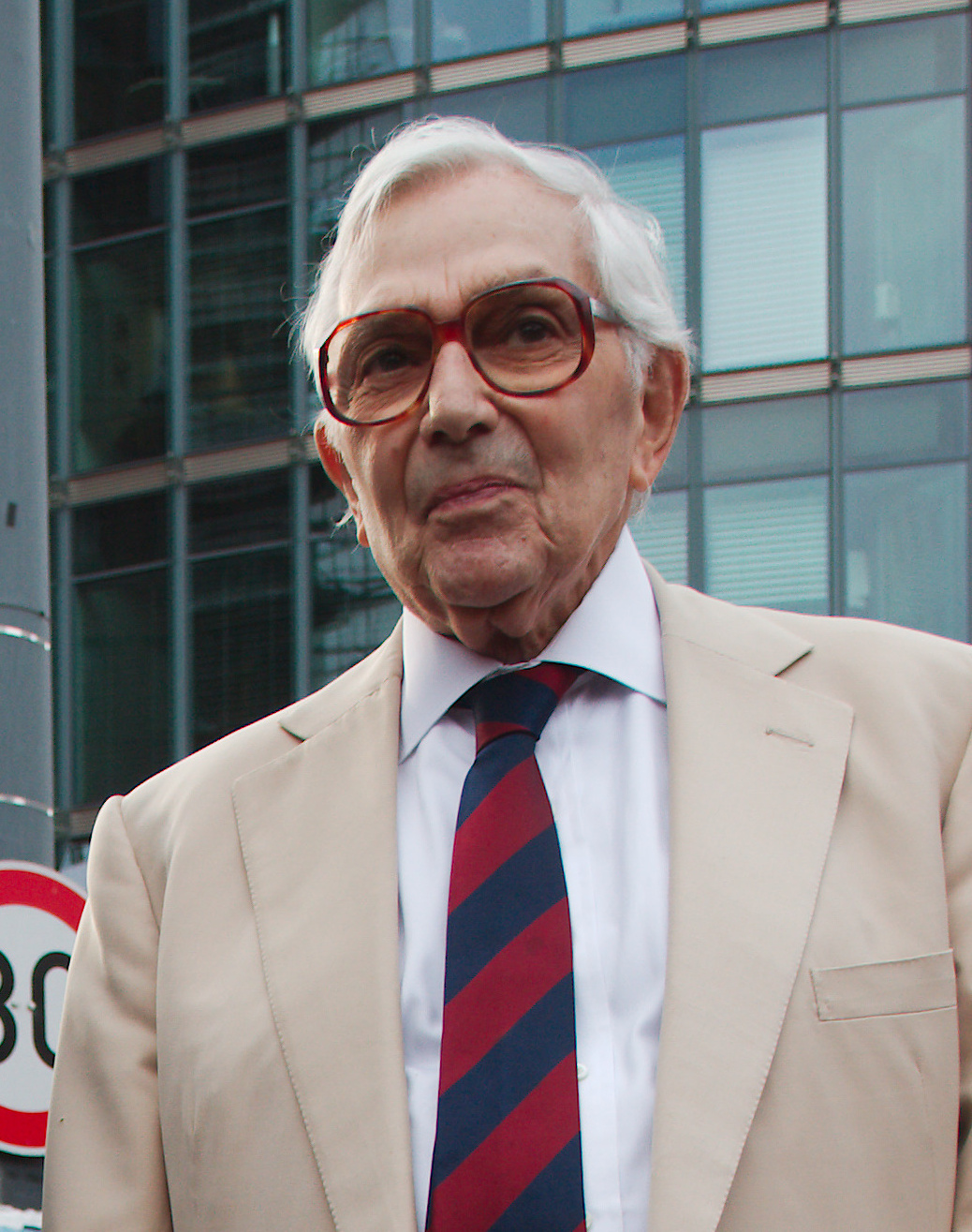
2012年肯·亚当

肯·亚当（Sir Kenneth Hugo Adam，1921年2月5日—2016年3月10日），德裔英国人、电影制片人，英國皇家空軍退役上尉。
他出生于柏林，其最出名的作品包括1960年代至1970年代的詹姆斯·邦德，以及《奇爱博士》。他在1975年和1994年，获得两次奥斯卡奖。1964年和1965年，获得英国电影和电视艺术学院奖。
2016年3月10日，他因病死于伦敦，享耆壽95岁。